# Troy (Teksas)
Troy – miasto w Stanach Zjednoczonych, w stanie Teksas, w hrabstwie Bell.